# Mesosfera (mantell terrestre)
|  | Aquest article és sobre la mesosfera del mantell terrestre. Per a la capa atmosfèrica, vegeu mesosfera. |

Estructura de la Terra. La mesosfera es troba descrita com a Stiffer mantell en aquest esquema.

La mesosfera, en geologia, és la part del mantell terrestre situada entre l'astenosfera i la discontinuïtat de Gutenberg.
Històricament s'ha usat el terme "mesosfera" per anomenar el mantell inferior de la terra, que és com s'anomena generalment i científicament en l'actualitat (en: lower mantle; fr: manteau inferieur).
La mesosfera o mantell inferior és la capa esfèrica de la Terra compresa entre l'astenosfera o mantell superior i la discontinuïtat de Gutenberg, que la separa del nucli extern. Representa gairebé el 56% del volum total del planeta Terra. Ocupa la regió de l'esfera terrestre entre els 660 i els 2900 km per sota de la superfície de la Terra, entre l'astenosfera i el nucli extern. El seu estat físic és sòlid.

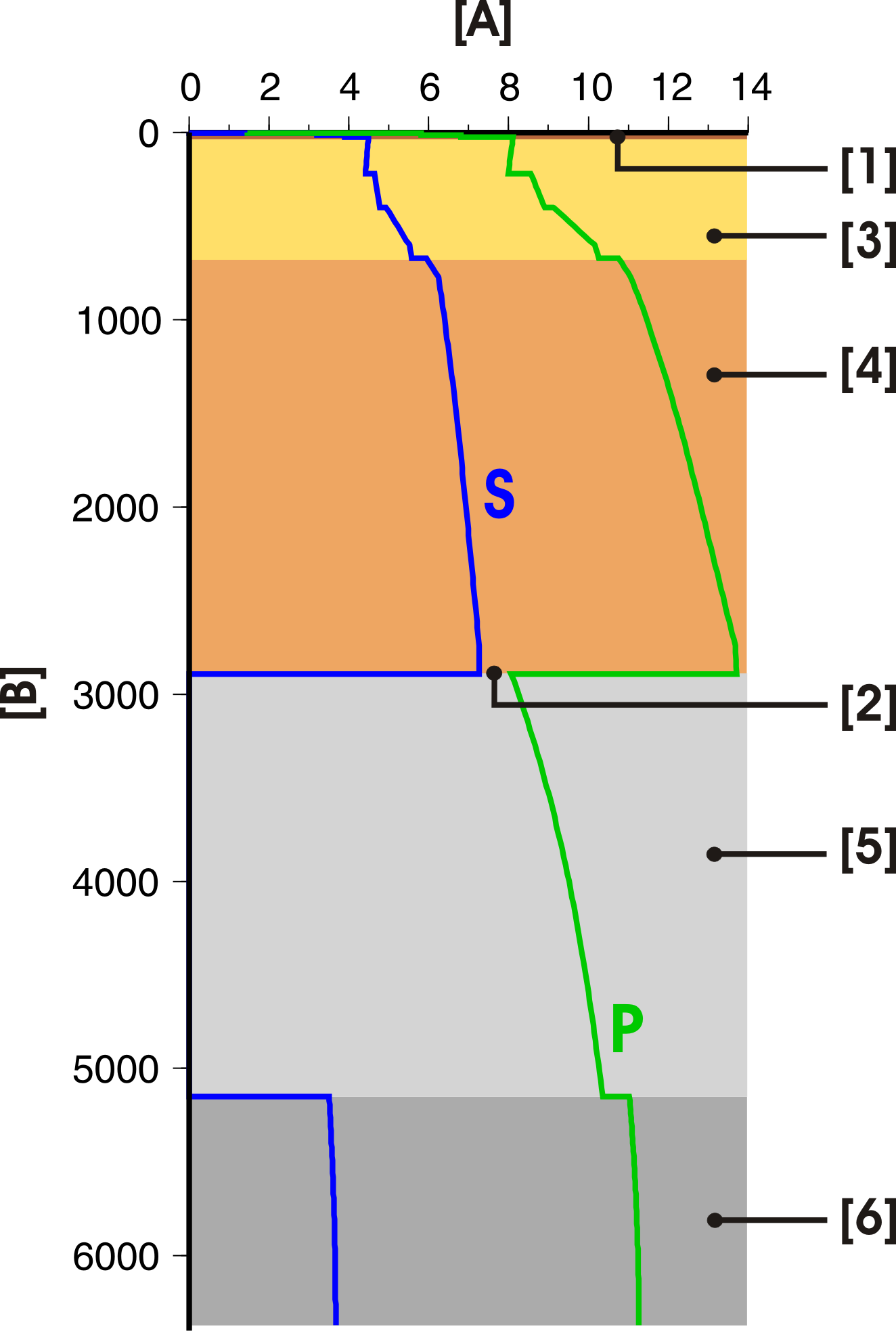
PREM Preliminary Reference Earth Model (model sísmic) A: Velocitat de l'ona sísmica (km/s); B: Radi de la Terra (km); S: Ones "S" de propagació d'ones de cisalla; P: Ones "P" de transmissió de compressions
1.Discontinuïtat de Moho; 2.Límit mantell inferior-nucli extern; 3.Astenosfera o mantell superior; 4.Mantell inferior (mesosfera);5.Nucli extern;6.Nucli intern

| capa/mantell                 | profunditat (Km) | estat         | composició mineral                | discontinuïtat |
| ---------------------------- | ---------------- | ------------- | --------------------------------- | -------------- |
| litosfera continental        | 30-100           | sòlid         | granítica (silici i alumini) SIAL | Conrad         |
| litosfera oceànica           | 100-105          | sòlid         | basàltica (silici i magnesi) SIMA | Mohorovičić    |
| astenosfera mantell superior | 105-660          | sòlid         | silicats (olivina-piroxè-granat)  | Repetti        |
| mesosfera mantell inferior   | 660-2.700        | sòlid elàstic | magnesi-ferro-silici              |                |
| mesosfera capa D (transició) | 2.700-2.900      | sòlid         | silicats-silicat de calci         | Gutenberg      |
| nucli extern                 | 2.900-5.150      | líquid        | ferro-niquel                      | Lehmann        |
| nucli intern (centre)        | 5.150-6.350      | sòlid         | ferro-niquel                      |                |

## Comportament físic
El mantell inferior es va definir inicialment com a capa D en el model esfèric simètric de la Terra de Keiyh E. Bullen.
El model sísmic PREM (Model de Referència Preliminar de la Terra, desenvolupat per Adam M.Dziewonski i Don L. Anderson) va dividir la capa D en tres capes diferents d'acord amb les discontinuïtats de les seves velocitats d'ona sísmica:
Entre 660-770 km: hi ha una diferència en la velocitat de l'ona de compressió (6-11%) seguida d'un fort gradient que és indicatiu de la transformació del mineral de ringwoodita cap a bridgmanita i ferropericlasa i del canvi entre la capa de la zona de transició al mantell inferior.
Entre 770-2700 km: existeix un augment gradual de la velocitat que indica la compressió adiabàtica dels compostos minerals al mantell inferior.
Entre 2700–2900 km: la capa D es considerada de transició de la mesosfera o mantell inferior al nucli extern.
La temperatura de la mesosfera o mantell inferior oscil·la entre 1686,85 °C (1960 K) a la capa superior i 2356,85 °C (2630 K) a una profunditat de 2700 km.
Els models de temperatura de la mesosfera suggereixen la convecció com a causa principal del transport de calor, mentre que la conducció i la transferència de calor radiativa es consideren insignificants. S'arriba a concloure que el gradient de temperatura del mantell inferior en funció de la profunditat és aproximadament adiabàtic. Calculant el gradient geotèrmic, es va observar una disminució de la temperatura de -272,68 °C (0,47 K) / km i també superior a -272,91 °C (0,24 K) / km a 2600 km.

## Capa D
La capa D, a la porció més baixa del mantell, es troba just per sobre del nucli exterior ric en ferro fos. Les observacions sísmiques han revelat una regió amb unes característiques intrigantment complexes. Aquesta capa relativament fina, que varia al voltant dels 250 km de gruix, pot ser la clau per entendre com interactuen el nucli i el mantell.
La capa D ”també pot ser on s’originen plomalls de mantell profund i on acaben les lloses subductores. Algunes de les característiques sísmiques més desconcertants inclouen la divisió d’ones de tall que travessen aquesta capa i la presència de zones de velocitat ultra baixa (ULVZ). Les ULVZ són àrees primes (de 5 a 40 km de gruix) on les velocitats de l'ona de compressió i de tall són deprimides entre un 5-10% i un 10-30%, respectivament, en relació amb la regió veïna.

## Composició
La mesosfera o mantell inferior es compon bàsicament de tres minerals, bridgmanita, ferropericlasa i perovskita de silicat càlcic (CaSiO₃ - perovskita). La proporció de cadascun dels components ha estat històricament un tema de discussió on es suggereix l'existència de dues composicions de massa:
Pirolítica: que és derivada de la composició petrològica a partir de la peridotita del mantell superior que suggereix homogeneïtat entre el mantell superior i inferior amb una relació Magnesi/Silici d’1,27. Aquest model implica que el mantell inferior està compost per un 75% de bridgmanita, un 17% de ferropericlasa i un 8% de CaSiO₃ -perovskita.
Condrítica: que suggereix que la mesosfera o mantell inferior de la Terra va ser acumulat a partir de la composició del meteorit condrític, cosa que suggereix una proporció Magnesi/Silici d'aproximadament 1. Això dedueix que la bridgmanita i el CaSiO₃ - perovskites en són els components principals.

## Història
La mesosfera es deriva de la "capa mesosfèrica" definida per Reginald Aldworth Daly, professor de Geologia de la Universitat Harvard. Daly (1940), va inferir que la part exterior de la Terra consistia en tres capes esfèriques : litosfera (inclosa l'escorça), astenosfera i closca mesosfèrica.
La hipòtesi de Daly sobre la profunditat, sumant la litosfera i l'astenosfera, oscil·lava entre 80 i 100 km. mentre que la part superior de la closca mesosfèrica (base de l’astenosfera) era de 200 a 480 km. Així, l’astenosfera de Daly tenia un gruix de 120 a 400 km. Segons Daly, la base de la mesosfera terrestre sòlida es podria estendre fins a la base del mantell i, per tant, fins a la part superior del nucli.